# Radnice v Altkirchu
Radnice v Altkirchu je barokní stavba ve francouzském městě Altkirch. Stojí na Náměstí republiky a byla postavena na konci 18. století. Mezi historické památky byla zařazena v roce 1937.
Budova má dvě patra a na střeše malou věžičku. Fasáda je ukončena trojúhelníkovým štítem se znakem města. Nad hlavním vchodem je balkon podpíraný konzolemi se lvy. Radnice je majetkem města.